# Zeqirja Ballata
Zeqirja Ballata (ur. 23 kwietnia 1943 w Djakowicy) – kosowski kompozytor, autor ponad 160 utworów.

## Życiorys
W latach 1965–1969 studiował na Wydziale Filozoficznym Uniwersytetu w Lublanie.
W 1967 roku ukończył studia na Akademii Muzycznej w Lublanie, gdzie dwa lata później uzyskał tytuł magistra. Później specjalizował się w Wenecji (1969-1970), Sienie (1962-1973) i Rzymie (1972-1973).
Był wykładowcą w Szkole Muzycznej w Lublanie (1965-1970), Wyższej Szkole Pedagogicznej w Prisztinie (1971-1991, ponownie od 2007).
W latach 1991–2007 pracował w Liceum Plastycznym w Mariborze.
W 2008 roku za swoją twórczość otrzymał podziękowanie od kosowskiego Ministerstwa Kultury.